# Leptogaster virgata
Leptogaster virgata är en tvåvingeart som beskrevs av Daniel William Coquillett 1904. Leptogaster virgata ingår i släktet Leptogaster och familjen rovflugor. Inga underarter finns listade i Catalogue of Life.